# Luc Cousineau
Luc Cousineau (1944-2017) est un auteur-compositeur-interprète québécois qui s'est surtout fait connaître par sa chanson Vivre en amour dans les années 1970.

## Biographie
Né à Sherbrooke le 19 septembre 1944, il est le frère des musiciens Jean Cousineau et François Cousineau. C'est dans sa ville natale qu'il étudie d'abord le violoncelle. Plus tard, il s'inscrit à l'école de musique Vincent-d'Indy à Montréal où il apprend le saxophone et la contrebasse. 
En 1965, il forme le duo les Alexandrins avec sa femme Lise Vachon qui deviendra Luc et Lise en 1970 puis Cousineau en 1972. Il crée un mélange de musique classique et de jazz chansonnier. Les Alexandrins obtiennent un certain succès avec des chansons comme Chany, Chante, chansonnier, chante, John Kennedy, Les copains, Angela mon amour, Un testament d'amour et Octobre au mois de mai. Le groupe se dissout en 1973 lorsque Luc et Lise Vachon entreprennent chacun de leur côté une carrière individuelle.
En 1975, Luc forme sa propre maison de production, Airedale. L'année suivante, il sort deux albums, Luc Cousineau puis Schlack. Dans le premier se trouve son plus grand succès en carrière, Vivre en amour qui sera en 2015 intronisé au Panthéon des auteurs et compositeurs canadiens. Entretemps, il n'hésite pas à jouer pour des artistes comme Stéphane Venne, Isabelle Pierre et Renée Claude.
Un album, également intitulé Luc Cousineau sort en 1979. En 1980, sort l'album Comme tout l'monde, co-écrit avec Pierre Létourneau, qui devient un succès immédiat. Valse de la Baie James et Madame la vie sortent en 45 tours et deviennent également des succès. Enfin, en 1982, sort son cinquième album solo, Comme ça vient. En vingt ans, Luc Cousineau aura composé plus de 200 chansons.
Suit une pause de 7 ans puis sort l'album Connivences qui est également un succès. Deux 45-tours y sont extraits: Sur rendez-vous et Parfois des jours.
Au cours des années 1990, Luc Cousineau abandonne le domaine de la chanson et se lance dans la composition de musique de films, de séries télévisées et d'annonces publicitaires. Au Canal D, il compose les thèmes de Figures de proues et de Biographies québécoises. À TQS, il travaille sur la musique de Secrets de chefs et de Pas si bêtes. À RDI, il fait la musique de Vocation journaliste et de Personnages: Robert Gravel. Enfin, au Canal Vie, il compose les thèmes de Santé en vedette et de Victoire.
Au début des années 2000, il revient à la chanson et, en 2001, il sort l'album J'laisse aller, suivi un an plus tard, de Jusqu'à ton monde. Vivre en amour revient à la mode et devient le thème d'une publicité pour le lait.  À cette époque, la chanson franchit les 25 000 passages à la radio.
Pendant quelques années, Luc Cousineau travaille sur des objectifs de type privé. Il revient de nouveau au domaine de la chanson au début des années 2010 et, le 11 février 2014, il sort l'album Le gars là. Entretemps, en 2013, les médecins ont diagnostiqué chez lui une  sclérose latérale amyotrophique dont les symptômes vont en s'aggravant au cours des années suivantes. Cela ne l'empêche pas de sortir un nouvel album, Tant qu'il y aura une chanson, en 2015. Il décède emporté par la maladie de Lou Gehrig (autre nom de la maladie de Charcot dans les pays anglophones), en Estrie le 6 mars 2017.

## Discographie

### Les Alexandrins
- 1966 : Les Alexandrins vol. 1
- 1967 : Les Alexandrins vol. 2
- 1969 : Les Alexandrins vol. 3
- 1969 : Les Alexandrins... et... les Alexandrins dans Double jeu

### Luc et Lise
- 1970 : Tout le monde est-il heureux?
- 1970 : Luc et Lise
- 1971 : Laisse un temps 4 l'amour

### Cousineau
- 1972 : Cousineau 1972
- 1973 : Cousineau 1973

### Luc Cousineau
- 1976 : Luc Cousineau
- 1976 : Schlack!
- 1979 : Luc Cousineau
- 1980 : Comme tout l'monde
- 1982 : Comme ça vient
- 1989 : Connivences
- 2001 : J'laisse aller
- 2002 : Jusqu'à ton monde
- 2014 : Le gars là
- 2015 : Tant qu'il y aura une chanson